# Ramp met de Z-85
De ramp met de Z-85 'Morgenster' vond plaats op 28 januari 2015 in Het Kanaal tussen het Engelse Hastings en het Franse Boulogne. Omstreeks 15.00 uur constateerden verscheidene collega-vissers dat er geen contact meer mogelijk was tussen hen en de 24 meter lange onder Belgische vlag varende kotter. Om 14.45 werd het laatste signaal op het volgsysteem voor de scheepvaart AIS (Automatic Identification System) ontvangen. Aan boord waren twee Nederlanders, een Belg en een Portugees. Het weer was slecht die middag, er passeerde juist een koufront met stevige buien en windstoten. De slachtoffers waren twee Urkers, Jan Kramer (29) en Bert Woort (45), de Belg Maurice Coussaert (64) en de Portugees Americo dos Santos Martins (48).
Vrijwel direct werd een grote zoekactie gestart, waarbij drie Engelse reddingboten, twee Engelse helikopters, een Franse helikopter, een politievaartuig en diverse viskotters waren betrokken, maar bij het vallen van de avond was nog niets gevonden. Op 30 januari spoelden twee lichamen aan op de Franse kust.
Nadat de andere lichamen en het wrak niet werden gevonden werd begin februari vanuit Urk een grote zoekactie op touw gezet, waarbij boomkorkotters met hun netten over de bodem sleepten om lichamen te vinden. Hierbij werd ook het bergingsschip MV Good Hope van het Terschellinger bedrijf Friendship Offshore betrokken. Op verzoek van burgemeester Pieter van Maaren heeft minister van defensie Hennis besloten om de marine deel te laten nemen aan een grootscheeps zoekactie waarbij Zr. Ms. Luymes is ingezet. De kosten hiervoor werden betaald door het Urker bedrijfsleven, de gemeente Urk en het ministerie van defensie. Op 3 februari 2015 werd het wrak van de Z-85 gevonden. Hierin werd een van de twee vermiste opvarenden op 11 februari gevonden, waarmee het lichaam van Americo dos Santos Martins als enige vermiste overbleef.

## Externe links

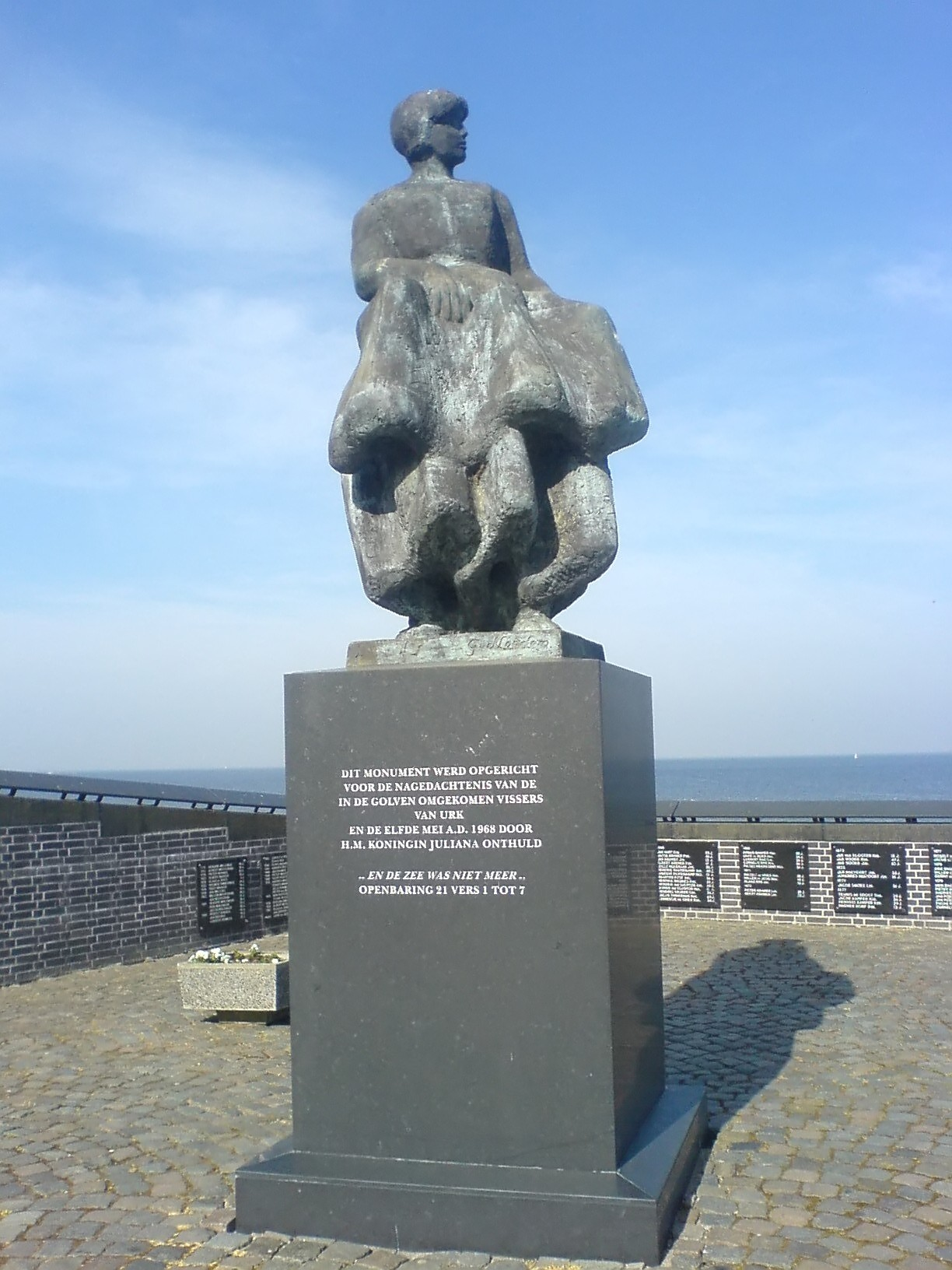
De namen van de omgekomen Urkers zullen bijgeschreven worden op het Urker Vissersmonument. Op verzoek van familieleden zijn bij eerdere scheepsrampen ook niet-Urkers die meevoeren op een Urker kotter bijgeschreven.